# Peglite
La Peglite è una roccia metamorfica di tipo gabbrico rilevata e catalogata a Pegli (Genova), per la prima volta negli anni trenta dal Conte Gaetano Rovereto.

La peglite appartiene al gruppo delle "Rocce verdi di Voltri" .
La peglite è catalogata col numero identificativo 66, presso il geosito 133.